# Златни хитови 1980-1995
Златни хитови 1980-1995 је други компилацијски албум групе Зана. Као што и сам наслов говори, албум садржи велике хитове из периода од 1980 до 1995 године.
Албум садржи 20 песама, од којих су 2 нове. Изашао је 1995. године у издању ПГП РТС.

## О албуму
2 нове песме са овог албума су Гушти су гушти (препев хрватског певача Алена Витасовића) и Модрице. Овим албумом, група је обележила 15 година постојања. Праћен је спотовима за песме Гушти су гушти и Модрице који су снимљени на Тајланду.

Овај албум је издат у Словенији наредне године под насловом Zlate Uspešnice 1980-1995.

## Списак песама
| №  | Назив              | Албум             | Трајање |  |
| 1. | Гушти су гушти     |                   | 4:37    |  |
| 2. | Наставнице         | Сингл             | 2:59    |  |
| 3. | Лето               | Сингл             | 2:35    |  |
| 4. | Мајстор за пољупце | Додирни ми колена | 2:36    |  |
| 5. | Додирни ми колена  | Додирни ми колена | 4:27    |  |
| 6. | Јабуке и вино      | Натраг на воз     | 3:55    |  |

## Обраде
Модрице-Свилени (Магазин)